# وولترسدورف (براندنبورگ)
وولترسدورف (به آلمانی: Woltersdorf) یک شهر در آلمان است که در اودر-اشپری واقع شده‌است. وولترسدورف ۷٬۶۲۱ نفر جمعیت دارد.